# Nieporęt

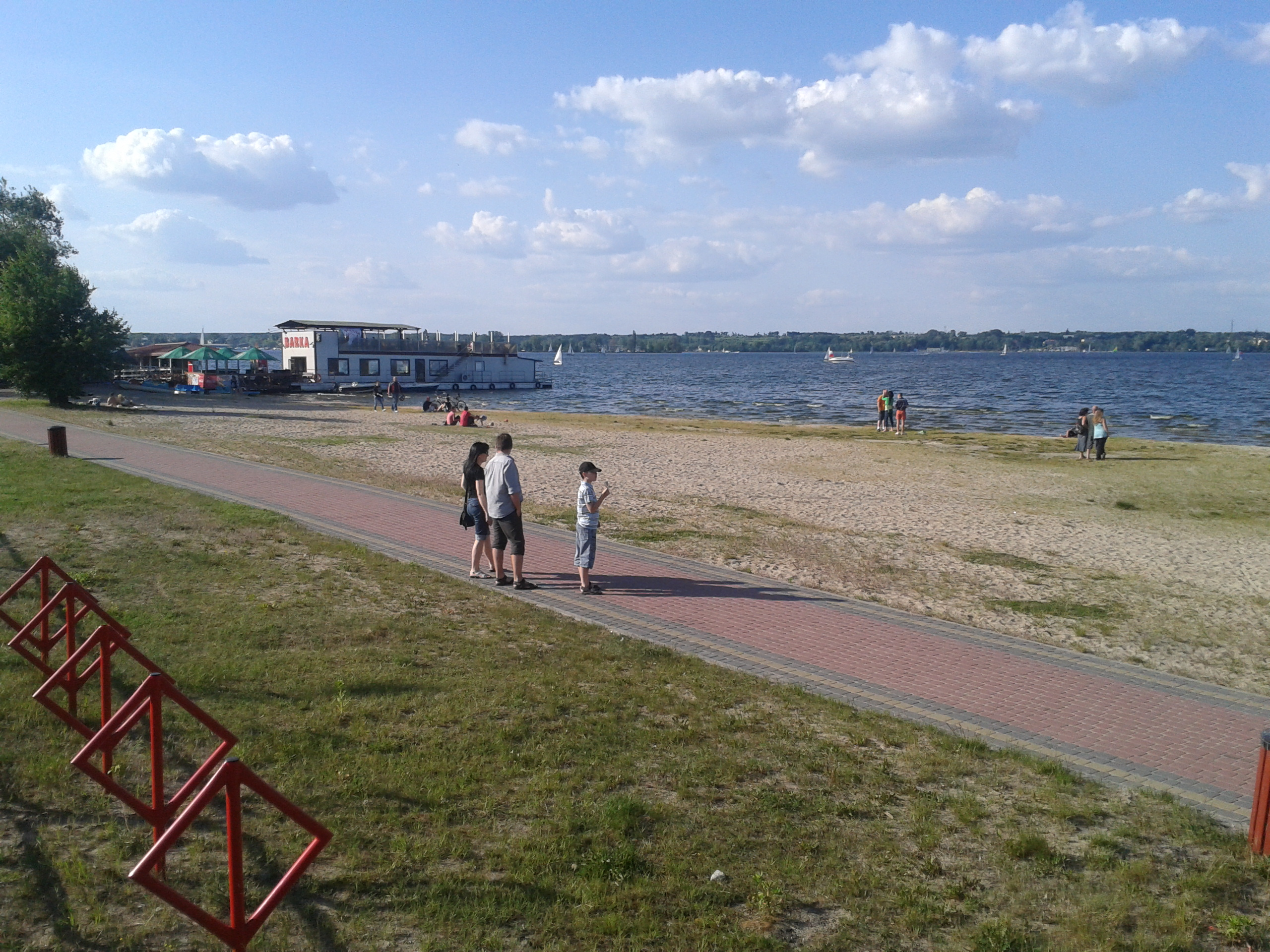
Plaża nad Zalewem Zegrzyńskim

Nieporęt – wieś sołecka (dawniej  miasto) w Polsce położona w województwie mazowieckim, w powiecie legionowskim, w gminie Nieporęt. Leży nad Zalewem Zegrzyńskim, 25 kilometrów od centrum Warszawy, 11 km od granic stolicy.
Miejscowość jest siedzibą gminy Nieporęt.
Przez Nieporęt przebiegają drogi wojewódzkie nr 631 i 633, linia kolejowa nr 10 z przystankiem kolejowym Nieporęt oraz Kanał Żerański.
31 grudnia 2017 roku obszar wsi wynosił 1246 ha, a mieszkało w niej 3568 osób.
Nieporęt uzyskał lokację miejską w 1484 roku, zdegradowany przed 1660 rokiem.

## Historia
Pierwszy zapis o Nieporęcie pochodzi z roku 1388, kiedy erygowano parafię w Wieliszewie. Już na przełomie wieku XIV i XV była to znaczna osada bartnicza. W roku 1484 Bolesław V książę mazowiecki nadał osadzie prawa miejskie (brak informacji o dacie ich utracenia), a następnie sprzedał ją dwom braciom Prażmowskim. Po śmierci ostatnich książąt mazowieckich Janusza i Stanisława Nieporęt wraz z całym Mazowszem w roku 1526 staje się królewszczyzną. 
Kiedy Zygmunt III Waza w roku 1596 przeniósł swą siedzibę z Krakowa do Warszawy, pojawił się problem lokalizacji dworu myśliwskiego. Wybór padł na Nieporęt, leżący w głębokiej puszczy w widłach Wisły i Narwi, a jednocześnie przy szlaku prowadzącym od Warszawy przez Bródno ku przeprawie na Narwi i dalej odgałęzieniem szlaku bursztynowego na Jaćwież. Puszcza nadnarwiańska obfitowała w liczne cieki wodne, stąd też król Zygmunt III nakazał "zebrać wody z puszczy" i tak powstał Kanał Królewski, w 1963 roku przebudowany do Kanału Żerańskiego. Jako wotum po zwycięstwie nad Szwedami Jan Kazimierz kazał wybudować kościół w Nieporęcie, we wnętrzu którego widnieje herb Wazów – snop. W dworze Wazów w Nieporęcie, gdzie często chronili się Wazowie wraz z dworem przed kolejnymi epidemiami nawiedzającymi Warszawę, Jan Kazimierz dowiedział się o fakcie obrania go królem Polski.
Wkrótce po abdykacji Jana Kazimierza w 1668 roku Nieporęt wrócił do Prażmowskich. Gospodarzyli oni na dobrach nieporęckich do roku 1749, kiedy to August Czartoryski nabył 3/4 Nieporętu. Wkrótce potem, drogą koligacji, właścicielem Nieporętu stali się Lubomirscy. Ostatecznie w roku 1778 w całości stał się on własnością Potockich.
Wojny napoleońskie zaznaczyły się w Nieporęcie lokalizacją rezerwowych magazynów z żywnością dla wojsk francuskich w latach 1806 – 1807. Do znaczących wydarzeń w historii Nieporętu należy zaliczyć nabycie w roku 1881 całości obszarów leśnych przez Berlińskie Towarzystwo Handlu drewnem.
W roku 1882 wieś została zniszczona przez wielki pożar. Przełom XIX i XX w. to czas budowy obronnych obiektów fortyfikacyjnych wchodzących w skład zespołu twierdzy Zegrze.
W czasie I wojny światowej koszary w Białobrzegach były miejscem internowania oficerów Legionów Polskich, którzy odmówili przysięgi na wierność cesarzowi niemieckiemu. Wojna polsko-bolszewicka 1920 r. w swej decydującej fazie – Bitwie Warszawskiej – przetoczyła się przez Nieporęt i jego okolice. Dnia 12 sierpnia Armia Czerwona znalazła się na obszarze gminy. Gdy jej oddziały stanęły na linii Struga – Nieporęt, 29 pp. i dwa baony 28 pp. stanowiące odwód 10 DP gen. L. Żeligowskiego dokonały przeciwuderzenia. W miejscu, gdzie zginął dowódca 1 baonu 28 pp. porucznik Stefan Pogonowski i kilku jego żołnierzy, stoi skromny pomnik.
W okresie międzywojennym Nieporęt z trudem podnosił się z ciężkich warunków czasu zaborów i wojen. Był tu przystanek PKP, remiza strażacka i łaźnia publiczna. Miejscowość w okresie międzywojennym uważana była za bogatą. W 1930 roku mieszkało tu 224 rodzin. W ich posiadaniu znajdowało się: 193 książek (w tym 93 książeczek do nabożeństwa i 15 książek rolniczych), 27 maszyn do szycia, 7 rowerów i 93 zegary. 55 rodzin posiadało materiały papiernicze (ołówki, kartki papieru i.t.p.). 3 rodziny prenumerowały prasę .
Wrzesień 1939 r. i czas okupacji zahamowały i zniszczyły dorobek społeczności gminnej. Działalność konspiracyjna rozpoczęła się w Nieporęcie wkrótce po zakończeniu kampanii wrześniowej. Jej ostateczny kształt organizacyjny stanowił 3 batalion pułku "Legionowo" VII Rejonu "Obroża" AK. Jego dowódcą był Bronisław Tokaj, od 1934 roku kierownik szkoły powszechnej w Nieporęcie. W ramach prowadzonej przez okupanta niemieckiego akcji zagłady Żydów mieszkańców pochodzenia żydowskiego deportowano do getta w Legionowie.
Ofensywa wojsk radzieckich, która przeszła przez Nieporęt, zniszczyła go prawie doszczętnie. Pozostało tylko kilka domów. Spłonął dom parafialny, budynek gminy.
4 lutego 1945 powstała pierwsza władza w Nieporęcie – Gminna Rada Narodowa. Pierwszego września rozpoczęła działalność szkoła. W 1946 wójtem został działacz komunistyczny Wincenty Czubaj (1896-1950). W zachowanej Księdze Kontroli i Ruchu Ludności pierwszy zapis z datą 26.07.1947 r. podaje, iż we wsi Nieporęt mieszkały 104 osoby.
Na przełomie lat pięćdziesiątych i sześćdziesiątych rozpoczęto budowę zapory w Dębem i przygotowanie niecki Zalewu Zegrzyńskiego. W latach siedemdziesiątych rozbudowano szkołę, działał we własnym budynku ośrodek zdrowia i rozpoczęto gazyfikację Nieporętu. Powstało osiedle domów jednorodzinnych "Las" oraz została rozpoczęta budowa osiedla "Głogi".
W latach 1954–1972 wieś należała i była siedzibą władz gromady Nieporęt.
W latach osiemdziesiątych oddano do użytku budynek Poczty i Centrali Telefonicznej oraz duży pawilon handlowy GS.

## Zabytki

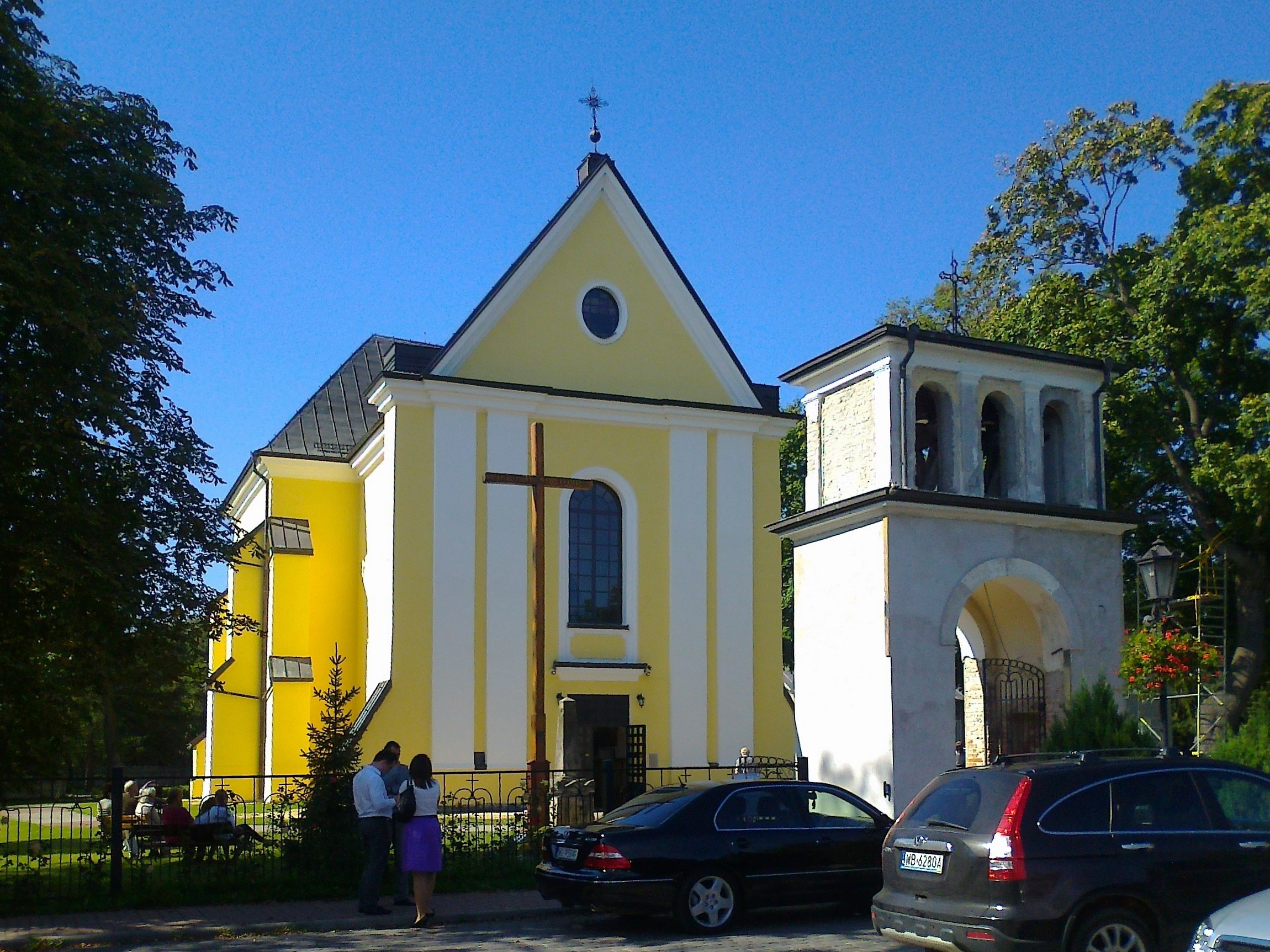
Kościół Niepokalanego Poczęcia NMP

- barokowy kościół z 1661–1667 r. z zachowanym portalem z herbem Wazów z XVII w. z barokową dzwonnicą (brama triumfalna), fundacji króla Jana Kazimierza. Wcześniej przy myśliwskim dworze Wazów znajdowała się kaplica dworska. Na jej szczycie znajdowała się metalowa chorągiewka z wyciętymi literami ICRPS (Jan Kazimierz Król Polski i Szwecji) i cyframi 1655. Chorągiewkę przeniesiono na szczyt dachu nad prezbiterium kościoła. W drugiej połowie XVIII w. pękające ściany kościoła wzmocniono przyporami, co zmieniło wygląd bryły kościoła. Na jednym z 2 dzwonów odlanych w 1739 znajduje się napis: „Krzyknęli chłopięta, Jan Kazimierz wyszedł jako król z Nieporęta”.
- w 2006[13] roku podczas przebudowy boiska szkolnego natrafiono na pozostałości domu holenderskiego, który stał w pobliżu dworu króla Jana Kazimierza. Teren zabezpieczono i w przyszłości zostanie tam przeprowadzona eksploracja archeologiczna. Niestety zachowane relikty dworu Wazów znalazły się pod murawą nowego boiska.

## Sport
- JBD Nieporęt - klub piłki nożnej.
- LKS Rotavia Nieporęt - klub piłki nożnej.
- Madziar Nieporęt - klub piłki nożnej[14]
- UKS Dębina Nieporęt - klub siatkówki

## Miasto w kulturze
Powstały dwie piosenki o Nieporęcie: W pewnym mieście oraz Fiat 126p. Raper Kaz Bałagane w utworze "Bracia Golec" wzmiankuje o miejscowości oraz pobliskim zalewie. Miejscowość jest również miejscem akcji książki Arkadiusza Niemirskiego Pan Samochodzik i Kradzież w Nieporęcie. W filmie "Zezowate Szczęście" główny bohater Jan Piszczyk opowiada jeńcom Stalagu o udziale w rzekomej bitwie pod Nieporętem. Dzika Plaża w Nieporęcie pojawiła się w zrealizowanym w 2005 roku filmie „Skazany na bluesa” (reż. Jan Kidawa-Błoński).